# لوكاس فيتا
لوكاس فيتا هو لاعب كرة الماء برازيلي، ولد في 1 مارس 1985.